# كينيث تشرتش
كينيث تشرتش (بالإنجليزية: Kenneth Church)‏ هو فارس أمريكي، ولد في 24 مارس 1930 في وندسور في كندا.